# Naturschutzgebiet In der Stesse

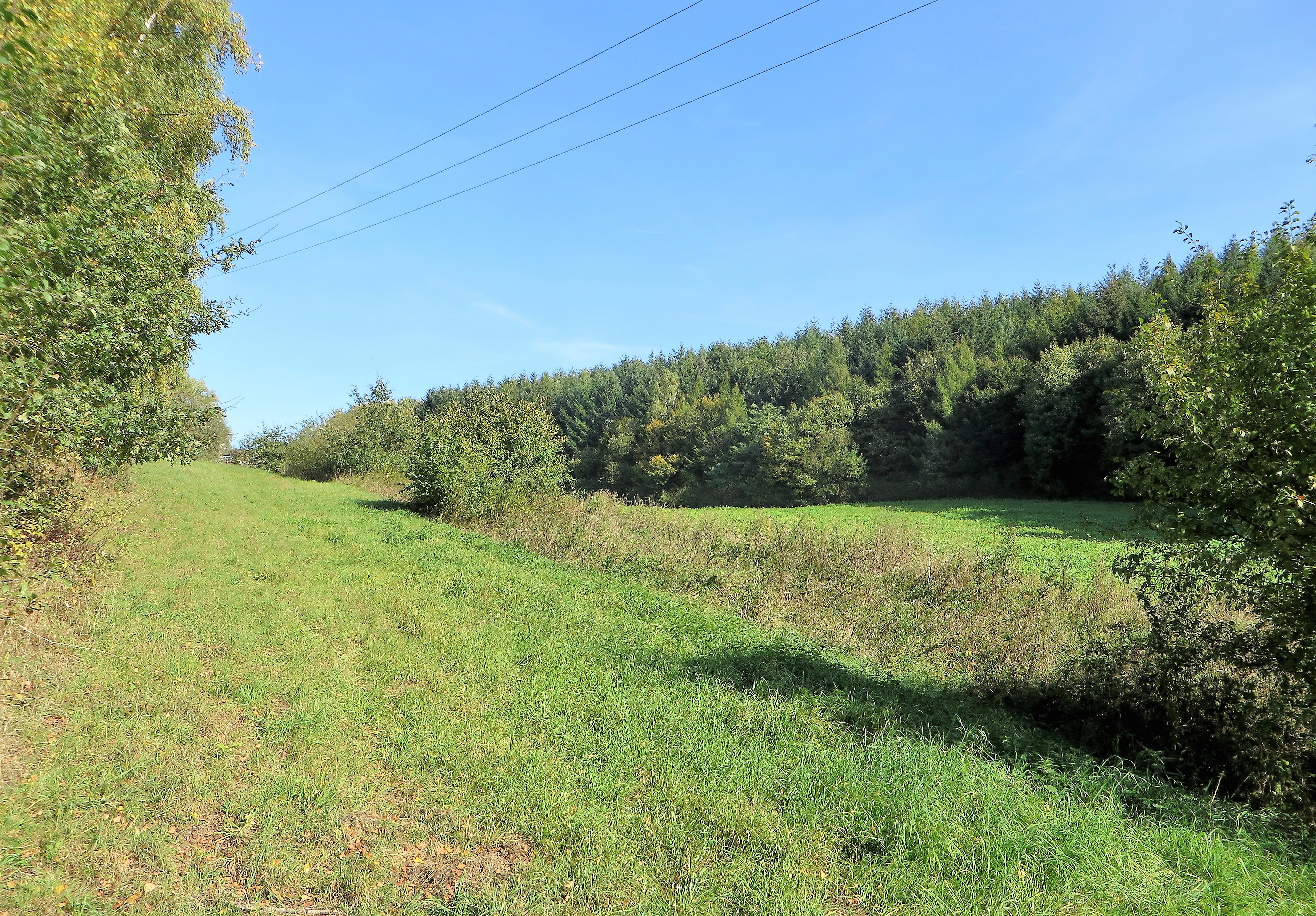
NSG (OE-036) In der Stesse

Das Naturschutzgebiet In der Stesse ist ein 17,1 ha großes Naturschutzgebiet (NSG) westlich von Attendorn im Kreis Olpe in Nordrhein-Westfalen. Es wurde 2003 im Rahmen der Aufstellung des Landschaftsplanes Attendorn-Heggen-Helden einstweilig sichergestellt und 2006 vom Kreistag mit dem Landschaftsplan Nr. 3 Attendorn-Heggen-Helden ausgewiesen.

## Gebietsbeschreibung
Bei dem NSG handelt es sich um einen strukturreichen Kulturlandschaftskomplex mit Kalkmagerrasen.